# Loes Ebeling Koning
Loes Ebeling Koning (* 20. Februar 2006) ist eine niederländische Tennisspielerin.

## Karriere
Ebeling Koning spielt vorrangig vor allem auf der ITF Women’s World Tennis Tour, wo sie bislang einen Titel im Einzel und vier im Doppel gewinnen konnte.

## Turniersiege

### Einzel
| Nr. | Datum          | Turnier            | Kategorie | Belag | Finalgegnerin  | Ergebnis |
| --- | -------------- | ------------------ | --------- | ----- | -------------- | -------- |
| 1.  | 4. August 2024 | Kuršumlijska Banja | ITF W15   | Sand  | Anja Stanković | 6:4, 6:4 |

### Doppel
| Nr. | Datum             | Turnier             | Kategorie | Belag     | Partnerin      | Finalgegnerinnen                             | Ergebnis          |
| --- | ----------------- | ------------------- | --------- | --------- | -------------- | -------------------------------------------- | ----------------- |
| 1.  | 10. August 2024   | Kuršumlijska Banja  | ITF W15   | Sand      | Sarah van Emst | Uljana Hrabawez Galena Krastenowa            | 6:0, 6:4          |
| 2.  | 30. November 2024 | Scharm asch-Schaich | ITF W15   | Hartplatz | Sarah van Emst | Joy de Zeeuw Britt du Pree                   | 7:64, 4:6, [11:9] |
| 3.  | 22. Februar 2025  | Manacor             | ITF W15   | Hartplatz | Sarah van Emst | Anastasia Abbagnato Marie Weckerle           | 6:4, 4:6, [10:6]  |
| 4.  | 28. Juni 2025     | Alkmaar             | ITF W15   | Sand      | Sarah van Emst | Rose Marie Nijkamp Isis Louise van den Broek | 7:64, 6:3         |